# 孟子
孟子（前372年—前289年），姬姓，孟氏，名轲，鄒國（今山東省鄒城市）人，战国时期儒家代表人物。其字號在漢代以前的古書未有記載，但曹魏、晉代之後卻傳出子車、子居、子舆、子展等不同的字號。生卒年月因史傳未記載而說法繁多，其中以《孟子世家谱》上所記載之生於周烈王四年（前372年），卒於周赧王二十六年（前289年）較為多數學者採用。
孟子之弟子萬章與其餘弟子著有《孟子》一书。继承并发扬孔子的思想，成为仅次于孔子的一代儒家宗师，獲尊称亞聖（僅次於「至聖」孔子），与孔子合称为「孔孟」。

## 生平
据说孟子是魯桓公的庶长子孟庆父的后代，孟庆父之子孟孙敖另立一族，为孟孙氏，或称仲孫氏、孟氏。魯穆公八年（公元前408年），齐国攻破孟孙氏的食邑郕城，孟孙氏子孙遂分散开来。孟子的祖先就從魯國遷居到鄒國（今山東省鄒城市），於是孟子自此成了鄒國人。相傳其父名為激，字公宜；其母之姓氏也有仉氏與李氏之說。据说，孟子三岁丧父，孟母艰辛地将他抚养成人，孟母管束甚严，其「孟母三遷」、「斷機教子」等故事，成为千古美谈，是后世母教之典范。
子思為師，但根據史書考證發現子思去世時離孟子出生還早幾十年，故而《史記》中所記載的受業於子思的門人的說法比較可信。
孟子曾效仿孔子，带领门徒游说各国。但不為当时各国所接受，退隐与弟子一起著述。有《孟子》七篇传世，篇目为：《梁惠王》上、下；《公孫》上、下；《滕文公》上、下；《离娄》上、下；《万章》上、下；《告子》上、下；《尽心》上、下。其学说出发点为性善论，提出“仁政”、“王道”，主张德治。
南宋时朱熹将《孟子》与《论语》、《大學》、《中庸》合称“四书”。从此直到清末，“四书”一直是科举必考内容。孟子的文章说理畅达，发挥详尽气势充沛並长于辩论。

## 思想
孟子思想主要分为政治哲学，即仁义，以及人生哲学，即性善（人性善）以及重義輕利。

### 性善論與性惡論
先秦儒家對於人性善惡問題給予了極大的關注。在中國人性論史上，第一個提出性善論的是孟子。他認為，人性向善，就像水往低處流一樣，是一個不爭的事實。孟子認為，人生來都有最基本的共同天賦本性，這就是“性善”或“側隱之心”，或者說對別人的憐憫之心、同情心。他舉例說，人突然看到小孩要掉到井里去（「乍見孺子將入於井」），都會有驚懼和同情的心理。這種同情心，並不是為討好這小孩子的父母，也不是要在鄉親朋友中獲得好名聲，也不是厭惡見死不救的名聲，而完全是從人天生的本性中所發，這就是“不忍人之心”。
“不忍人之心”亦謂“惻隱之心”。此外還有“羞惡之心”、“辭讓之心”、“是非之心”。這四種心（也叫“四端”或“四德”），便是孟子論述人性本善的根據。孟子認為，人與禽獸的差別甚微，僅僅在於人有這些“心”。若無這些“心”，就不能算作人。在他看來，若為人而不善，那不是本性的問題，而是由於捨棄本性，沒很好地保持住它，絕不能說他本來就沒有這些“善”的本性。因此，人如果有不善的思想和行為，就應閉門思過，檢查自己是否放棄了那些天賦的“心”，努力把這些“心”找回來，以恢復人的本性。此即孟子所言“求其放心”，後世稱為“復性”。如若反省自己，一切合乎天賦的道德觀念，那就是最大的快樂，這就是孟子所說的“反身而誠，樂莫大焉”。
孟子的性善論對傳統思想影響很大，宋代以後流傳的《三字經》第一句話就是“人之初，性本善。”然而，「性本善」不代表「全是善」，而是「人類天性中有善」。性善論也成為後來儒家的正統觀念。
在先秦儒家中，有一派反對孟子的性善論，而主張性惡論。這一派的代表就是荀子。荀子提出“人之性惡，其善者偽也”的著名論點。他認為，人生來的本性是：餓了就想吃飽，冷了就想穿暖，累了就想休息，這是人之本性的真實表露。在他看來，“好利”、“疾惡”、“好聲色”等，都是人的自然情欲，也是人的性惡的表現。而善的道德意識是後天人為加工的結果。這種後天人為的加工就叫“偽”。
荀子針對孟子的性善論，第一次運用“性”與“偽”的範疇來說明人的自然本性和社會道德的關係，反對把人的自然屬性道德化，強調“性偽之分”，認為人的自然本性是基於生理機能而產生的物質生活的欲求，而社會道德規範是對這種欲求的限制和調節，二者是對立的。同時，二者又是統一的，“無性，則偽之無所加；無偽，則性不能自美。性偽合，然後聖人之名一”。意思是說，沒有自然本性，社會道德的人為加工就无从施加；沒有人為加工，人性就不能由惡變善。聖人的作用就在於把“性”和“偽”很好的結合起來、統一起來。
荀子較全面的論述了“性”與“偽”的對立統一關係，並着重強調對人性的改造，提出了“化性起偽”、“塗之人可以為禹”等觀點，認為人都有改變本性，成為聖人的可能。荀子性惡論的觀點對法家影響甚大，但始終未能成為儒家的正統觀念。傅斯年認為荀子的說法與孔子相近，反而孔子與孟子對性的看法迥不相同，而這點差異「宋儒明知之，而非宋儒所敢明言也」。

### 政治思想

#### 民权高于君权思想
“民为贵，社稷次之，君为轻。”意思是说，人民放在第一位，国家其次，君在最后。孟子認為君主應以愛護人民為先，為政者要保障人民權利，這就是孟子的民本思想。孟子贊同若君主無道，人民有權推翻政權。孟子认为取得政权要有爱民之心，还要有合法的手段。而且政权还要有取决于民意，若上位者的德行和为政不为百姓所接受，那上位者就要丧失继续执政的资格了。孟子并引用《尚书》太誓篇的：“天视自我民视，天听自我民听”，告诫君主应当重视民心。

#### 仁政與王道
孟子主張君主行仁政，承接性善論，孟子認為「人有不忍人之心」，乃有「不忍人之政」，君主只要將自己的仁德推廣，所謂「幼吾幼以及人之幼，老吾老以及人之老」，由愛護自己的家人，到愛護國民，就是仁政。
推行仁政的具體措施是行「王道」，要使人民富足，百姓安樂，即「保民而王」，人民自然擁戴君主，國家自然富強安定。
关于孟子究竟是主张王道还是德道学术界意见不一。从马王堆帛书和郭店简思孟学派代表作《五行》看，孟子主张的是善道和德道。《五行》讲：仁义礼智四行全，善道也；仁义礼智圣五行全，德道也。善道，人道也；德道，天道也。《童子问易》总结由《易经》而来的德道说：所谓德道，就是博爱、厚生，公平、正义，诚实、守信、文明、和谐，革故、鼎新，民主、法治之德性与德行。

## 身后

### 地位变迁
歷朝歷代對孟子的地位評價都有所不同。《漢書》「藝文志」僅僅把《孟子》放在“諸子略”中，視為子書，沒有得到應有的地位。
到五代十國的後蜀時，後蜀主孟昶命令人楷書十一經刻石，其中包括了《孟子》，這可能是《孟子》列入「經書」的開始。到南宋的孝宗時，朱熹將《孟子》與《論語》、《大學》、《中庸》合在一起稱「四書」，並成為「十三經」之一，《孟子》的地位才被推到了高峰。
作为儒家最主要的代表人物之一，《汉书·楚元王传赞》评价其说：“自孔子殁，缀文之士众矣。唯孟轲……博物洽闻，通达古今，其言有补于世。”但孟子的地位在宋代以前并不算太高，甚至有一首諷刺孟子的打油詩：“乞丐何曾有二妻？鄰家焉有許多雞？當時尚有周天子，何事紛紛說魏齊？”。自中唐的韩愈著《原道》，把孟子列为先秦儒家中唯一继承孔子“道统”的人物开始，出现了一个孟子的“升格运动”，孟子其人其书的地位逐渐上升，取代颜回成为“亚圣”。宋神宗熙宁四年（1071年），《孟子》一书首次被列入科举考试科目。
元丰六年（1083年），孟子首次被官方追封，为“邹国公”，翌年被批准配享孔庙。以后《孟子》一书升格为儒家经典，南宋朱熹又把《孟子》与《论语》、《大学》、《中庸》合为“四书”，其实际地位更在“五经”之上。元朝至顺元年（1330年），加封孟子为“亚圣公”，后称为“亚圣”，地位仅次于孔子。明朝朱元璋輯有《孟子節文》，删掉《孟子》裡的章句。傳說朱元璋不滿孟子的民本思想，命刘三吾等人刪節《孟子》中的有關內容。如《盡心篇》，刪“民為貴，社稷次之，君為輕。”十字。又《盡心篇》，刪“吾今而後知殺人親之重也：殺人之父，人亦殺其父；殺人之兄，人亦殺其兄。然則非自殺之也，一間耳。”七句。又《梁惠王篇》，刪“殘賊之人謂之一夫，聞誅一夫紂矣，未聞弒君也。”三句。又《離婁篇》，刪“君之視臣如手足，則臣視君如腹心；君之視臣如犬馬，則臣視君如國人；君之視臣如土芥，則臣視君如寇讎。”六句。朱元璋曾说“使此老在今日宁得免耶！”。
越南学者张汉超在文章中说：“为士大夫者，非尧舜之道不陈前，非孔孟之道不著述。” 孟子另外提出「浩然正氣」之說，影響了南宋政治家文天祥。

### 纪念
歷代追封追諡 
- 齐宣王封孟子为稷下学宫第一任上大夫。
- 1083年（宋元豐六年），升鄒國公。
- 1330年（元至顺元年），加贈為鄒國亞聖公。
- 1452年（明景泰二年），孟子嫡派後裔被封為翰林院五經博士，子孫世襲。
- 1530年（明嘉靖九年），奉為亞聖，罷公爵。
- 1914年（民國三年），第73代翰林院五經博士孟慶棠改封奉祀官。
- 1935年（民國二十四年），改稱亞聖奉祀官。

### 海外影响
孟子对日本明治维新发起人吉田松阴等人有一定影响。因发起第二次世界大战而作为战犯被判处绞刑的东条英机在监狱中也曾引用孟子的话「誠者，天之道也；思誠者，人之道也；至誠者而不動者，未之有也”(《孟子·离娄上》)。

## 評價
- 唐宋八大家之首的韓愈評價孟子：把孟子說成孔子的繼承人，並認為聖人之道在孟子以後失傳，使孟子在道統中具有了與孔子同等的地位。
- 北宋蘇洵著有《苏评孟子》二卷（兵部侍郎纪昀家藏本）
- 南宋陸象山認為，孟子以先立其大而盡心知天，所謂「大」字，本心」（本體之心）或理。
- 明王陽明：心學高峰。
- 傅斯年認為孟子的邏輯功夫遠不如荀子，其討論性善的言論「放而無律」，「孟子之詞宜在淳于髡之上，荀卿之下也。」[12]

## 流行文化
- 金庸小说《射雕英雄傳》中黃蓉曾说道：“孟夫子最爱胡说八道，他的话怎么能信 ？”
- 小说《大秦帝国》虚构了张仪与孟子的两次论战。
- 電視劇《太平天國》洪秀全曾對傳教士說道「孟子的話都是妖論，唯有「盡信書不如無書」這句話是有道理的」。

## 延伸阅读
[在维基数据编辑]
 在维基文库阅读此作者作品（ 在维基共享资源阅览影像）
 《史記/卷074》，出自司馬遷《史記》

## 研究書目
- James Behuniak Jr. & Roger T. Ames（安樂哲）編，梁溪譯：《孟子心性之學》（北京：社會科學文獻出版社，2005）。
- 黃俊傑：《中國孟學詮釋史論》（北京：社會科學文獻出版社，2005）。
- 李明輝：《康德倫理學與孟子道德思考之重建》（臺北：中央研究院中國文哲研究所，1994）。
- Francois Jullien著，宋剛譯：《道德奠基：孟子與啟蒙哲人的對話》（北京：北京大學出版社，2002）。
- 劉述先：〈孟子心性論的再反思（页面存档备份，存于）〉。
- 黃俊傑：〈孟子思維方式的特徵（页面存档备份，存于）〉。
- 黃俊傑：〈孟子運用經典的脈絡及其解經方法 （页面存档备份，存于）〉。
- 黃俊傑：〈從孟學詮釋史中國詮釋學之特質（页面存档备份，存于）〉。
- 黃俊傑：〈孟子思想中的生命觀（页面存档备份，存于）〉。
- 李明輝等：〈孟子學研究的現況與展望（页面存档备份，存于）〉。
- 李明輝：〈孟子王霸之辨重探（页面存档备份，存于）〉。
- 王棕琦	：〈「不動心」的本質是甚麼？─《孟子》〈知言養氣章〉的文理與義理〉, 《漢學研究》 第39卷第2期 (2021.6), 頁1-37（页面存档备份，存于）〉。

### 歷代善本
以下為孟子相關參考論著資料：
- 東漢趙歧注、北宋孫奭：《孟子注疏》
- 南宋朱熹：《孟子集注》
- 清焦循：《孟子正義》
- 楊伯峻：《孟子譯註》
- 王業興：《孟子研究論文集》

## 外部連結
- 《孟子》全文在线阅读(繁体简体白话翻译)（页面存档备份，存于）
- 《孟子》全文（页面存档备份，存于）